# 준야오 항공
길상 항공(중국어: 吉祥航空, 영어: Juneyao Airlines)은 중화인민공화국의 지역 항공사로 상하이시 푸동신구에 본부를 두고 있으며, 자회사로는 나인 에어를 두고 있다.

## 운항 노선
- 2018년 6월 현재 길상항공은 다음과 같은 노선을 운항하고 있다.

### 코드쉐어 협정
- 2024년 12월 기준으로 길상항공과 코드쉐어 중인 항공사는 다음과 같다.

| - 선전 항공 (스타 얼라이언스) - 에바 항공 (스타 얼라이언스) - 전일본공수 (스타 얼라이언스) - 중국국제항공 (스타 얼라이언스) - 중국동방항공 (스카이팀) - 핀에어 (원월드) - 아시아나항공(스타 얼라이언스) |

## 보유 기종
- 2020년 7월 기준으로 길상항공은 다음과 같은 기종을 보유하고 있으며 평균 기령은 3년이다.[4]